# Здорівка (Обухівський район)
Здо́рівка — село Обухівського району Київської області. Входить до складу Васильківської міської громади.

## Історія
Історично було передмістям Василькова. У давні часи — Воєщина. 1581 року король Стефан Баторій подарував Воєщину Олехну Черкасову Єржевському, на честь якого передмістя здобуло назву Черкас. У ХІХ ст. назва Черкас закріплюється за хутором, що сьогодні є частиною західної околиці села. Частина ж прилегла до Василькова, мала назву передмістя Здоровка.
1900 р. передмістя Здоровка було центром Здоровського селянського сільського товариства, до якого окрім передмістя, належали хутори Багрин, Діброва, Путрівка, Хлепча, Черкас. З 1923 р., коли було скасовано старий волосний поділ, колишні передмістя Василькова перетворилися на окремі села — відтоді Здорівка існує як самостійний населений пункт.
Населення — близько 2,500 тис. жителів.
Найдовша вулиця носить ім'я Васильківська.
Селом протікає річка Стугна. через каскади ставків, які займають площу у 120 гектарів.
Через Здорівку проходить Змійовий вал, що тягнеться від села Хлепчи через Васильків аж до села Заріччя.
Територією села Здорівка проходить залізнична колія Південно-Західної залізниці Васильків I — Васильків II загальною довжиною 11 км. Приміське сполучення було припинено приблизно у 2000 р. Протягом 2021 року лінію модернізовано та електрифіковано. 29 грудня 2021 року відкрито рух електропоїздів. У Здорівці відновлено зупинний пункт Черкес, на якому щодня роблять зупинку 6 пар електропоїздів Київ — Васильків II (Васильків-Центр) — Київ; у лютому 2022 року перейменований на зупинний пункт Здорівка.

## Населення

### Мова
Розподіл населення за рідною мовою за даними перепису 2001 року:
| Мова            | Кількість | Відсоток |
| --------------- | --------- | -------- |
| українська      | 1281      | 95.46%   |
| російська       | 54        | 4.02%    |
| білоруська      | 3         | 0.22%    |
| румунська       | 1         | 0.08%    |
| інші/не вказали | 3         | 0.22%    |
| Усього          | 1342      | 100%     |

## Галерея

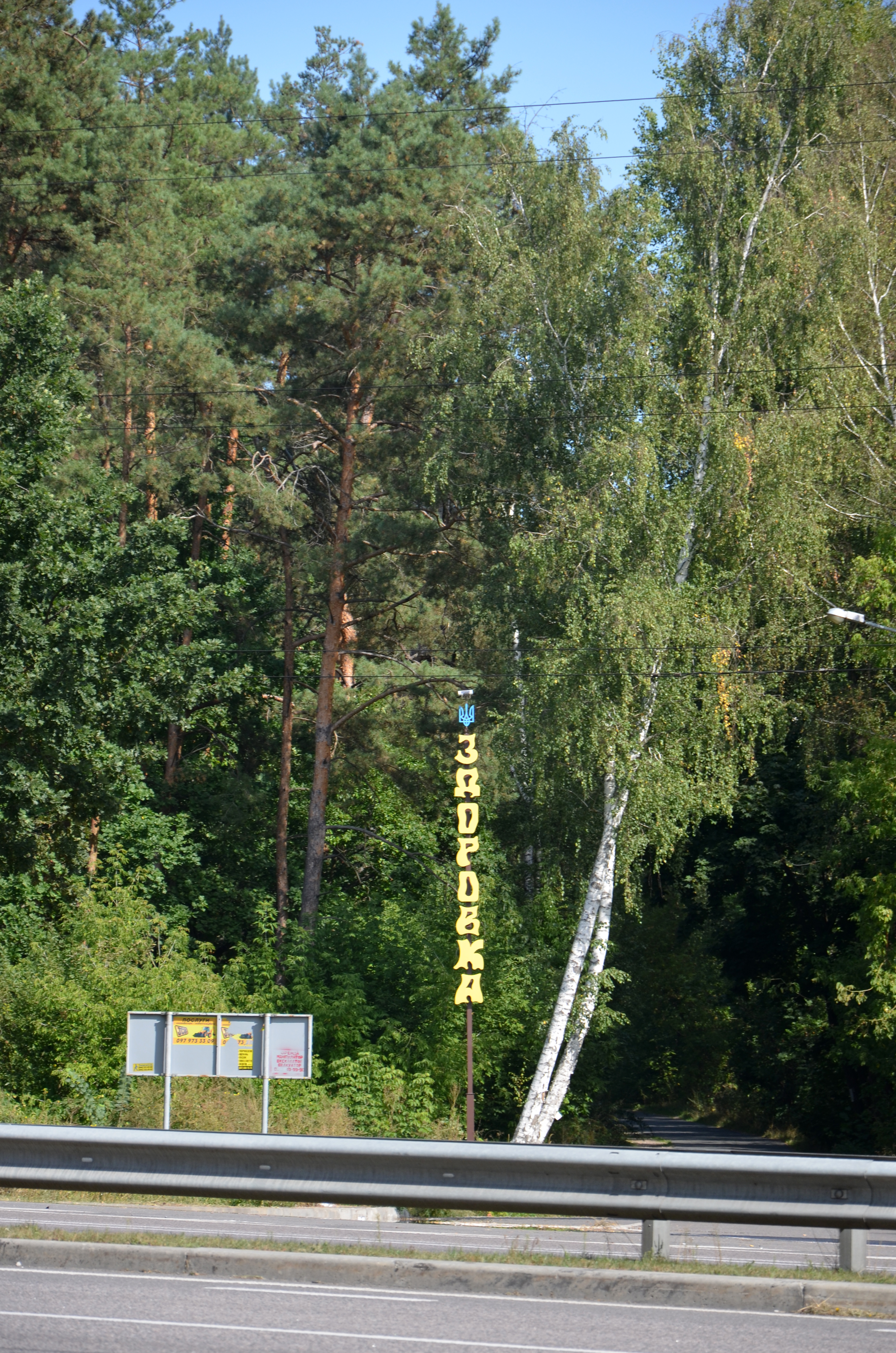
Напис "Здорівка"
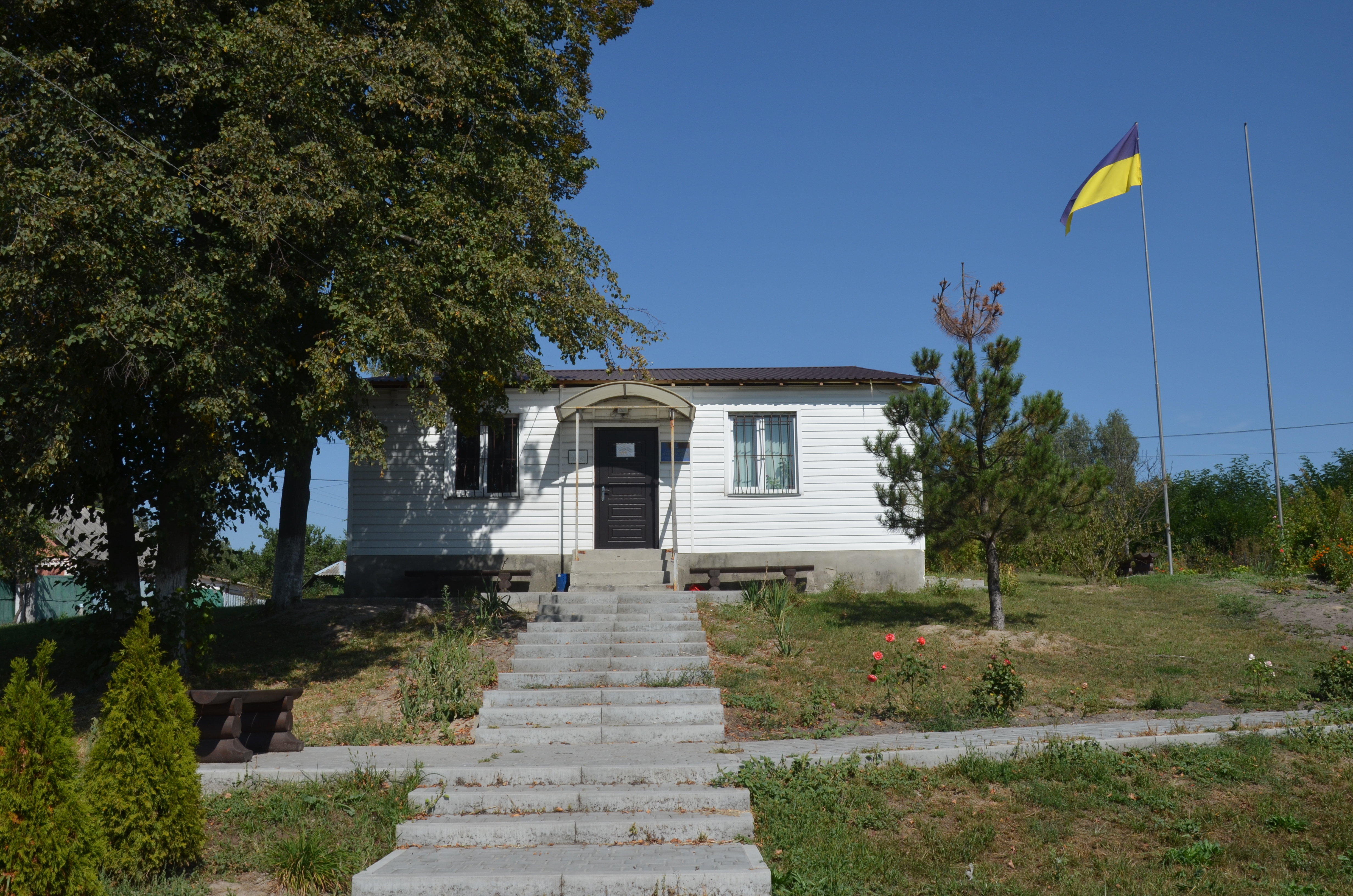
Здорівська сільська рада
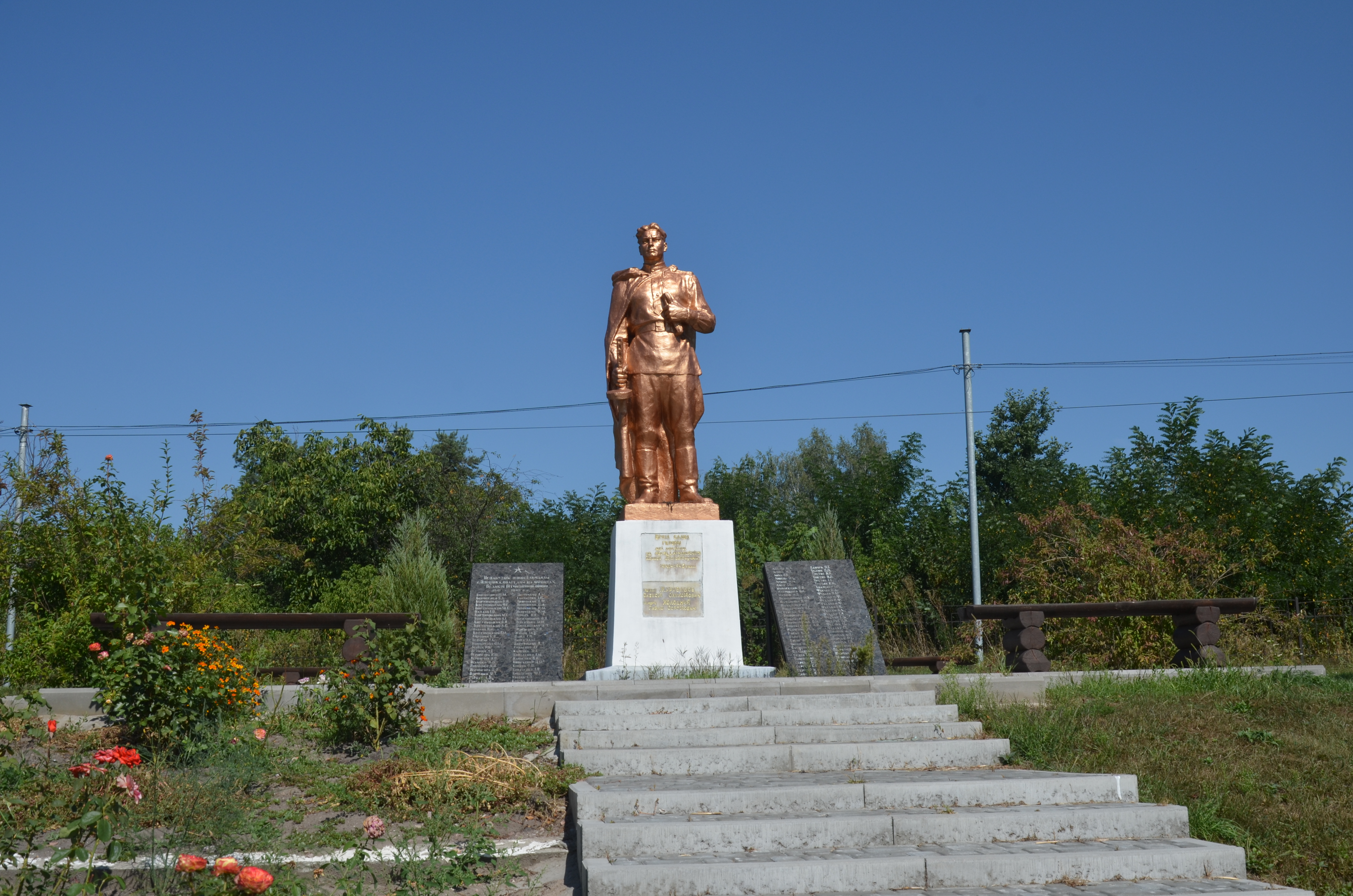
Братська могила воїнів Радянської Армії, які загинули в роки Великої Вітчизняної війни, село Здорівка.jpg
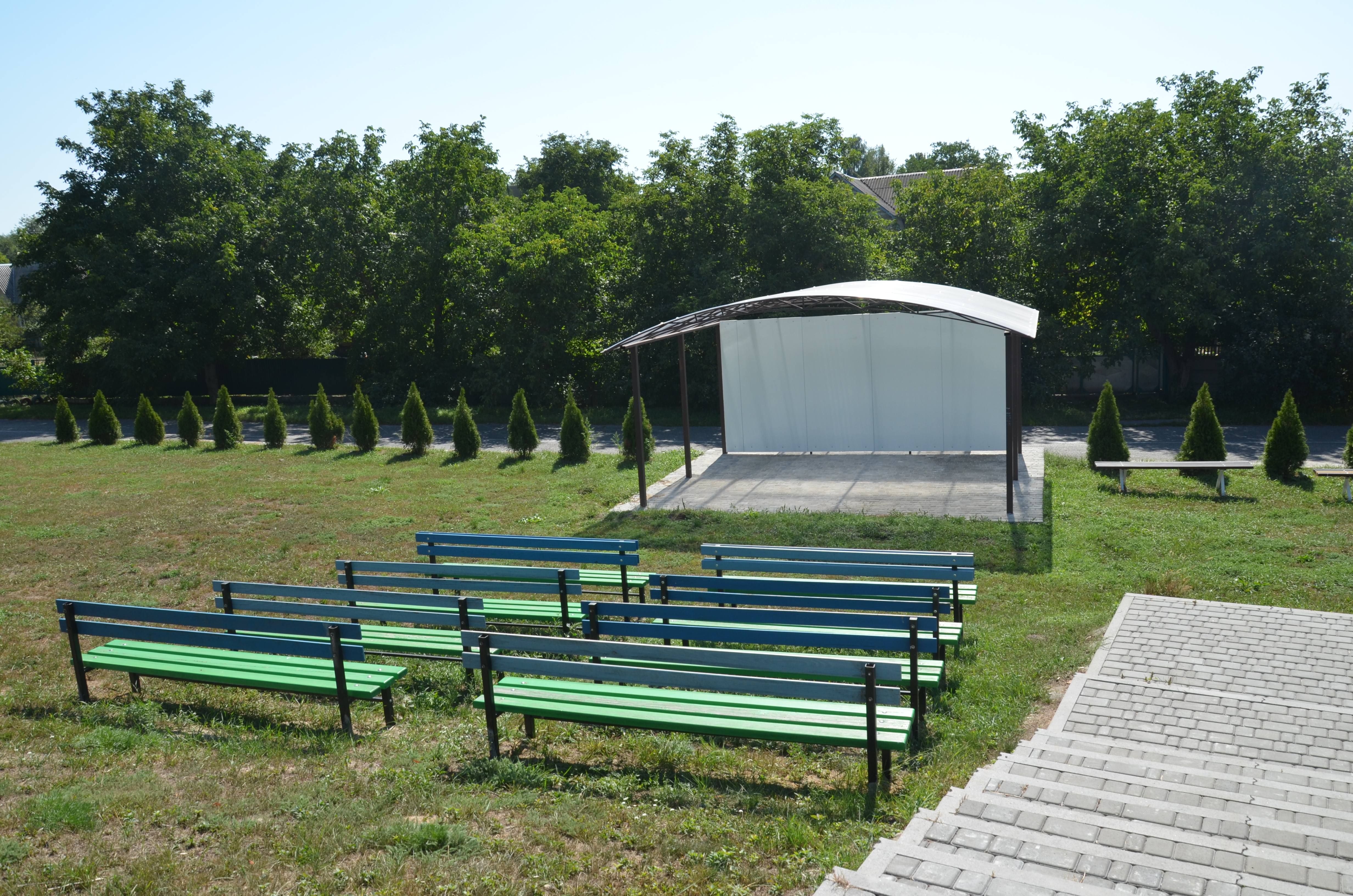
Майданчик для зустрічей з громадою, Здорівка
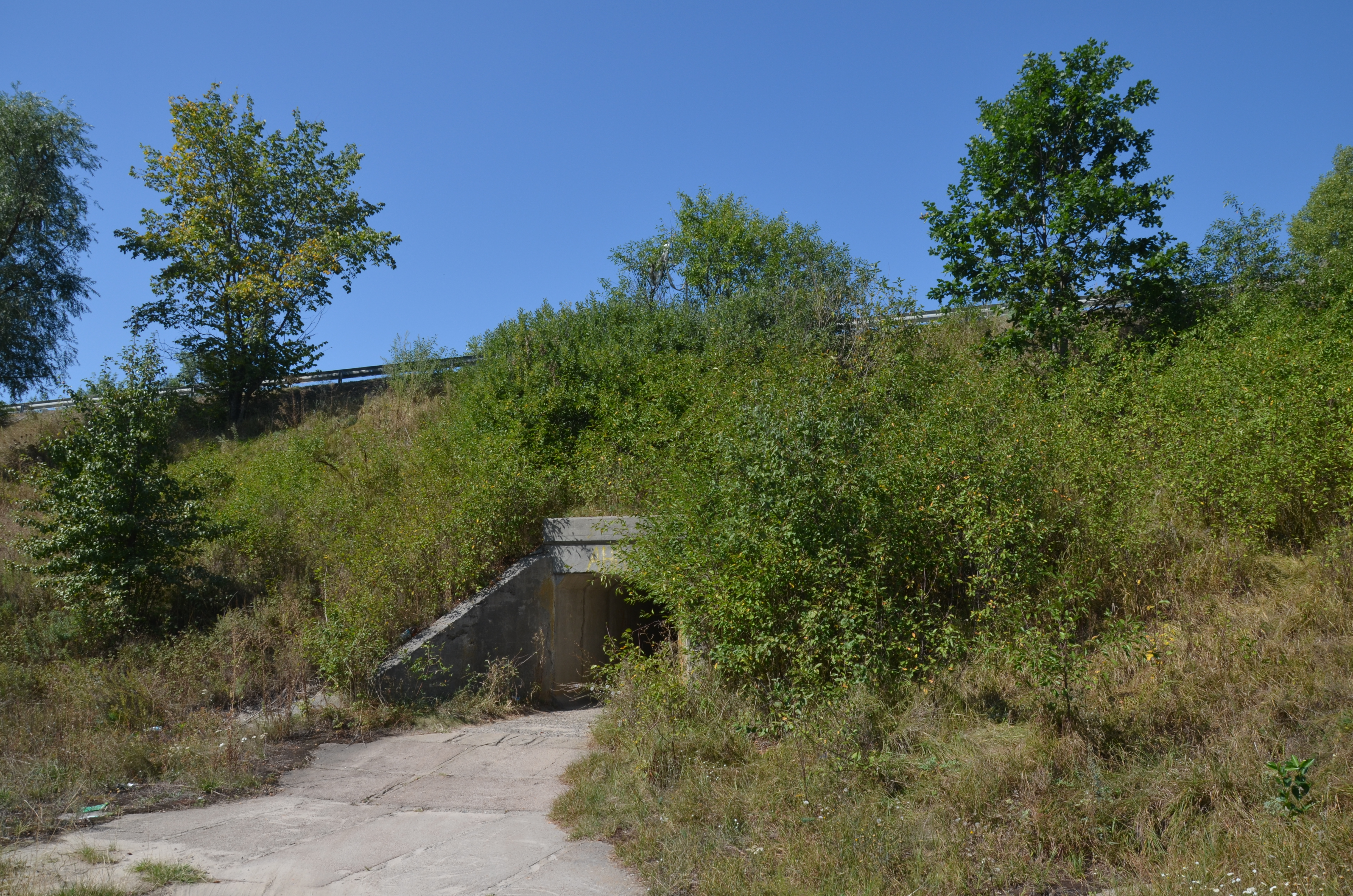
Підземний переход під трасою (Здорівка)
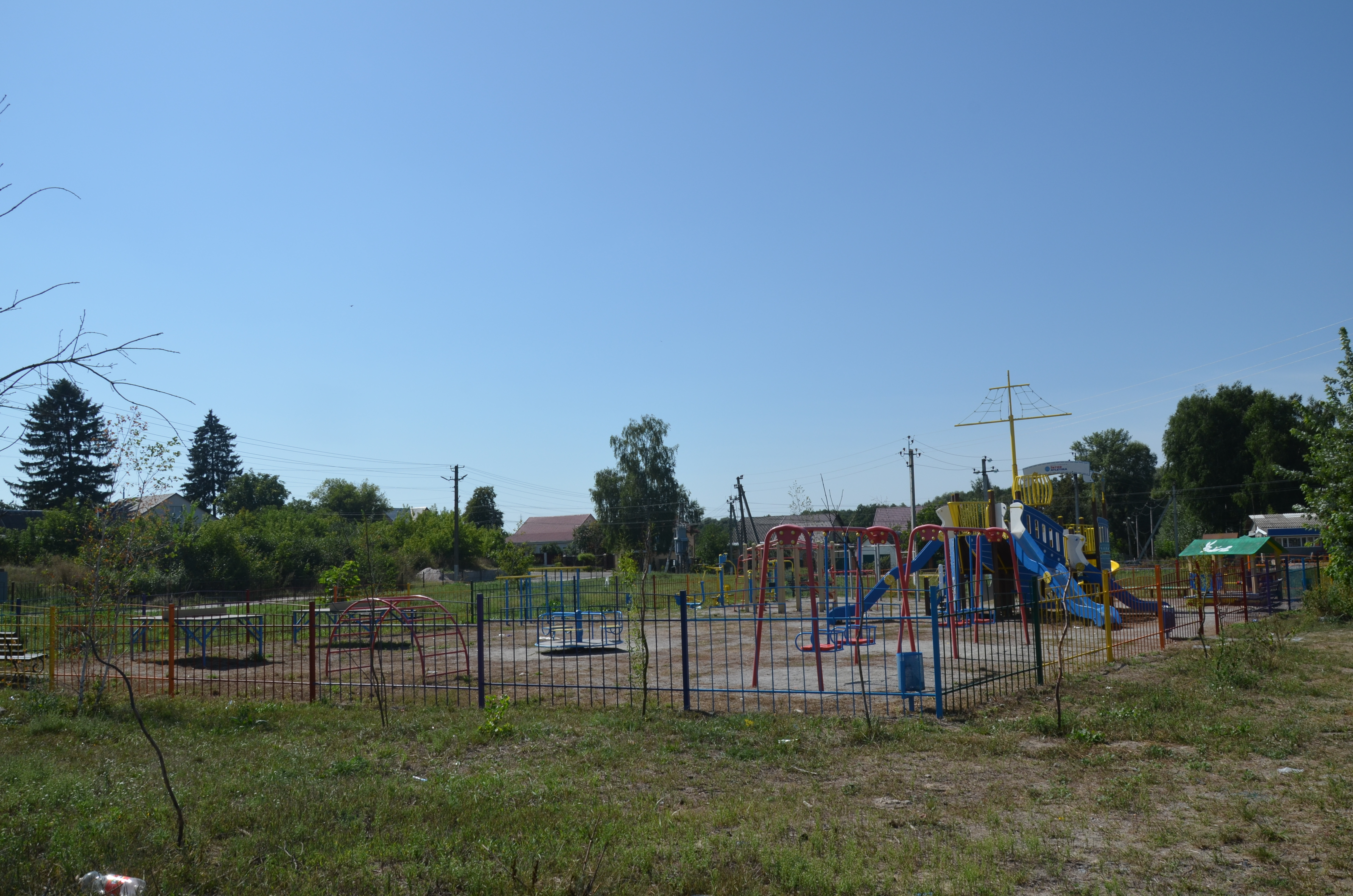
Дитячий майданчик (Здорівка)
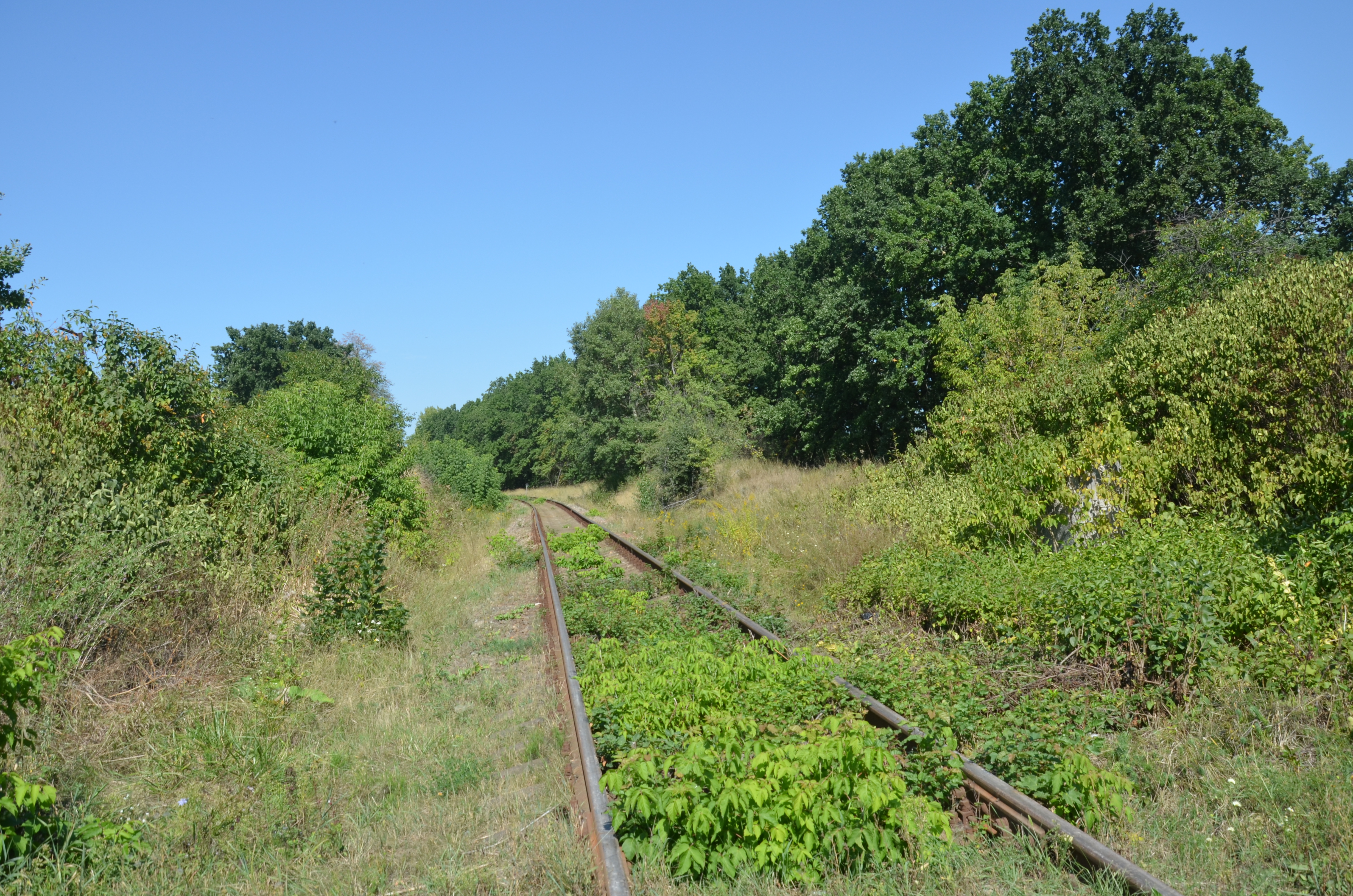
Залізниця (Здорівка)
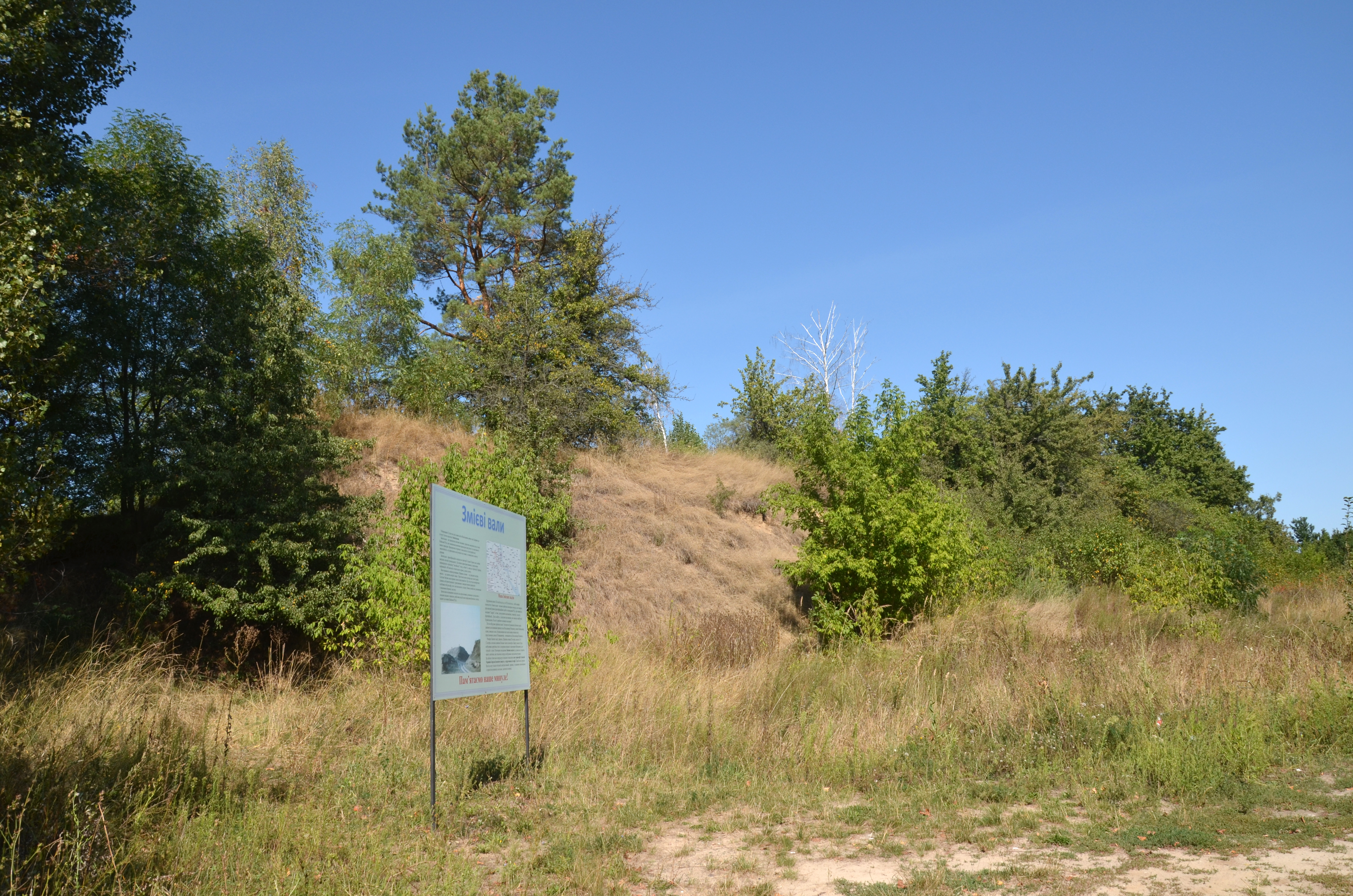
Залишки змійових валів, Здорівка